# Университет социальной психологии и гуманитарных наук
Социально-гуманитарный университет SWPS или просто Университет SWPS (по-польски SWPS Uniwersytet Humanistycznospołeczny) – это частный некоммерческий польский университет, основанный в 1996 году тремя профессорами психологии Анджеем Элиашем, Збигневом Петрасиньским и Янушем Рейковским.
SWPS является один из самых больших частных университетов в Польше. В нём обучаются больше четырнадцати тысяч студентов и докторантов, в том числе тысяча двести иностранных студентов из более шестидесяти стран мира. Университету принадлежат пять корпусов, расположенные в больших польских городах; Варшаве, Вроцлаве, Сопоте, Познани и Катовице.
Ранее университет был известен под названием Высшая школа социальной психологии (Szkoła Wyższa Psychologii Społecznej, SWPS). В 2015 году, согласно польскому законодательству, учебное заведение получило статус университета.

## Администрация
В 2008 году статус основателя Университета SWPS перешёл к Институту развития образования (Instytut Rozwoju Edukacji) и его президенту Пиотру Воэлькелю (Piotr Voelkel), польскому бизнесмену и филантропу. До 2018 года Университетом SWPS руководил назначенный владельцем Совет попечителей. Попечители выполняли свои обязанности на протяжении четырёх лет и собирались ежегодно. Председателем Совета был Анджей Элиаш (Andrzej Eliasz). Другими членами Совета были Ян Стрелау (Jan Strelau) (в прошлом Председатель Совета попечителей), Михал Ян Бони (Michał Jan Boni) (депутат Европарламента), Магдалена Джевгуч (Magdalena Dziewguć) (Google for Work), Роберт Фирмхофер (Robert Firmhofer) (директор Центра Науки «Коперник»), Александер Кутела (Aleksander Kutela) (Onet.pl S.A.), Пшемыслав Шмидт (Przemysław Schmidt), Эва Воэлькель-Крокович (Ewa Voelkel-Krokowicz). После 2018 года, согласно новому польскому Закону о высшем образовании, руководящий орган университета состоит из ректора и генерального директора.

## Ректоры
Анджей Элиаш (Andrzej Eliasz) (1996-2016)
Роман Чесляк (Roman Cieślak) (с 2016 года)

## Учебные дисциплины
В Университете SWPS 15 бакалаврских и магистерских программ полностью преподаются на английском языке; ещё более тридцати бакалаврских, магистерских и докторских программ з более чем 70 специализациями преподаются на польском языке. Основными направлениями обучения являются Психология, Право, Языки, Литература и Культурология, СМИ и Коммуникация, Менеджмент и Дизайн. Министерство науки и высшего образования назвало университет ведущим учебным заведением, предлагающим программы обучения в сфере социальных наук в Польше.

## Факультеты
Семь факультетов Университета SWPS имеют право присваивать докторские степени в следующих дисциплинах: культурология, литературоведение, право и социология (в Варшаве), а также психология (в Варшаве, Вроцлаве и Сопоте). Кроме этого, университет имеет право присваивать пост-докторские степени (habilitacja) по культурологии (Варшава) и психологии (Варшава и Вроцлав).
1. Варшавский факультет психологии
2. Варшавский факультет искусств и социальных наук
3. Варшавский юридический факультет
4. Сопотский факультет психологии
5. Катовицкий факультет психологии
6. Вроцлавский факультет психологии
7. Вроцлавский факультет права и коммуникации
8. Познаньский факультет социальных наук и дизайна

## Выдающиеся сотрудники
- Ян Стрелау (Jan Strelau), doctor honoris causa[8]
- Шевах Веисс (Shevah Weiss), doctor honoris causa[9]
- Роберт Циалдини (Robert Cialdini), doctor honoris causa[10]
- Филип Зимбардо (Philip Zimbardo), doctor honoris causa[11]
- Гельмут Сковронек (Helmut Skowronek), doctor honoris causa[12]
- Малгожата Коссут (Małgorzata Kossut), Заведующая кафедрой психофизиологии и когнитивных процессов.
- Ежи Адам Ковльски (Jerzy Adam Kowalski), Институт Культурологии
- Томаш Витковски (Tomasz Witkowski), основатель Klub Sceptyków Polskich (Клуба польских скептиков)
- Роман Ласковскі (Roman Laskowski), профессор Ягеллонского и Гётеборгского университетов
- Пиотр Вагловски (Piotr Waglowski), исследователь коммуникативного процесса и в парадигме социального конструкционизма
- Анджей Новак (Andrzej Nowak), директор и основатель Института социальной психологии Интернета
- Ежи Шацки (Jerzy Szacki), один из наиболее выдающихся представителей Варшавской школы истории идей
- Даріуш Доліньські (Dariusz Doliński), президент Комитета психологических наук Полькой академии наук
- Богдан Войчишке (Bogdan Wojciszke)
- Ежи Бральчик (Jerzy Bralczyk)
- Клаус Бачманн (Klaus Bachmann), доцент Института психологии.

## Выдающиеся выпускники
- Войцех Кулеша (Wojciech Kulesza), психолог, Университет SWPS
- Михал Косиньски (Michał Kosiński), психолог, Стэнфордский университет
- Лукаш Гаведа (Łukasz Gawęda), психолог, Польская академия наук и Калифорнийского университета в Сан-Диего
- Александра Числяк-Вуйчик (Aleksandra Cisłak-Wójcik), психолог, Университет SWPS
- Кайя Добжаньска (Kaja Dobrzańska), арт-директор и дизайнер
- Матеуш Шмидт (Mateusz Szmidt), арт-директор
- Матеуш Антчак (Mateusz Antczak), коммуникация и графический дизайн
- Марек Кацпжак (Marek Kacprzak), журналист
- Ружа Януш (Róża Janusz), дизайнер, основательница biodegradable packaging
- Агата Кедрович (Agata Kiedrowicz), автор текстов про дизайн и куратор
- Агата Климовска (Agata Klimkowska), дизайнер, соучредительница Fenek Studio
- Антонина Клиш (Antonina Kiliś), дизайнер, соучредительница Fenek Studio.
- Шимон Францишек Холовня (Szymon Franciszek Hołownia), политик и журналист.

## Общественно полезная деятельность
Университет SWPS сотрудничает с местными и национальными организациями, развивая идею приобщения своих сотрудников и студентов к общественно полезной деятельности. SWPS принадлежит юридическая консультация, которая даёт бесплатные советы малообеспеченным людям. Также университет поддерживает ремесленников, владельцев малых предприятий в районе Прага города Варшава, в котором расположен его главный корпус. Большое количество научных исследований посвящается социальным, бизнесовым и политическим аспектам таким, как нейронаука, исследования поведения для экономики и государственной политики, здоровье и питание, старение, адаптация молодёжи, а также вызовы, с которыми столкнулся ЕС, описанные в программе Horizon Europe (например, миграция, отношения между человеком и технологиями в цифровом мире). SWPS сотрудничает с разными неприбыльными организациями и учреждениями, которые занимаются социальными проблемами. Он первым среди Европейских университетов получил сертификат Ashoka Journey to Changemaking. SWPS также является членом Engaged Universities Forum, который объединил 7 польских университетов вокруг Целей устойчивого развития ООН.

## Рейтинги
В рейтинге польских университетов Перспективы 2019 Университет SWPS занял второе место серди частных учебных заведений.
Рейтинг Университета SWPS в the 2020 World University Rankings by Times Higher Education (THE) 1001+. В Times Higher Education World University Rankings by subject SWPS занимает место 401+ в категории психология и 401-500 в категории социальные науки. В ARWU Всемирном рейтинге академических дисциплин 2019 (Global Ranking of Academic Subjects 2019) по психологии Университет SWPS занимает места 201-300.